# Днепровка (Брянская область)
Днепровка — посёлок Стародубского района Брянской области.
Администрация: Глава сельского поселения Мохоновское.
Адрес администрации: 243281, Брянская область, Стародубский район, с. Мохоновка

## Население
| 2010 | 2013 |
| ---- | ---- |
| 18   | ↘14  |

## ИСТОРИЯ
Днепровка (историческое название - Плотновка) - поселок Стародубского района Брянской области, Мохоновского сельского поселения, в 2 км к юго-востоку от села Пятовск. Основан около 1680 Лаврентием Плотниченком (вероятно, сыном стародубского полковника Ивана Плотника) как слобода Плотновка; в середине XVIII века перешла к Чарнолузским; входила в 1-ю полковую сотню Стародубского полка. В XIX веке - хутор ("мыза") с винокуренным заводом; входил в Яцковскую волость. Современное название возникло в 1920-х годах как название колхоза (также "Днепровская Коммуна", "Днепровский Партизан"). До 2005 в Пятовском сельсовете (в 1960-1967 в Мохоновском сельсовете). Железнодорожная платформа (24 км) на линии Унеча-Стародуб. Максимальное число жителей 120 человек (1926, 1979).

## Улицы и переулки
Посёлок Днепровка включает одну улицу и пять переулков:
- Безымянный пер.
- Восточный пер.
- Индустриальный пер.
- Озёрный пер.
- Парижской Коммуны ул.
- Садовый пер.

## Климат
Климат в Днепровке, также как и в областном центре г. Брянске, умеренно континентальный. Зима отличается неустойчивой погодой — от сильных морозов до продолжительных оттепелей, лето влажное, жара бывает редко.
| Показатель                     | Янв.  | Фев. | Март | Апр. | Май  | Июнь | Июль | Авг. | Сен. | Окт. | Нояб. | Дек. | Год |
| ------------------------------ | ----- | ---- | ---- | ---- | ---- | ---- | ---- | ---- | ---- | ---- | ----- | ---- | --- |
| Средний суточный максимум, °C  | −5,7  | −4,1 | 1,3  | 10,9 | 18,9 | 21,7 | 22,7 | 21,8 | 16,7 | 9,2  | 1,7   | −2,9 | 9,4 |
| Средний суточный минимум, °C   | −11,9 | −11  | −5,4 | 2,2  | 8,4  | 11,6 | 13,0 | 11,9 | 7,6  | 2,3  | −3    | −8,1 | 1,5 |
| Норма осадков, мм              | 37    | 27   | 26   | 40   | 52   | 65   | 84   | 64   | 55   | 52   | 46    | 43   | 591 |
| Источник: Гидрометцентр России |       |      |      |      |      |      |      |      |      |      |       |      |     |